# Бребоя
Бребо́я — село в Богданській сільській громаді Рахівського району Закарпатської області України. Населення становить 710 осіб (станом на 2001 рік). Село розташоване на південному сході Рахівського району, за 8,0 кілометрів від районного центру.

## Назва
Назва за легендою походить від слів «місце де виплачували заробітну плату»[уточнити]

## Історія
Назва села в різних історичних джерелах за роками: 1863 — Breboja (Sebestyén 2008: 225), 1864 — Breboja (Pesty), 1898 — Breboja (Hnt.), 1907 — Bértelek (Hnt.), 1913 — Bértelek (Hnt.), 1918 — Bértelek (Hnt.), 1925 — Breboja (ComMarmUg. 28), 1944 — Breboja, Бребоя (Hnt.), 1983 — Бребоя (ZO).

## Географія
Село Бребоя лежить за 8,0 км на схід від районного центру, фізична відстань до Києва — 501,4 км.
У селі Бребоя Потік впадає у річку Білу Тису.
| Клімат Бребоя           | Клімат Бребоя | Клімат Бребоя | Клімат Бребоя | Клімат Бребоя | Клімат Бребоя | Клімат Бребоя | Клімат Бребоя | Клімат Бребоя | Клімат Бребоя | Клімат Бребоя | Клімат Бребоя | Клімат Бребоя | Клімат Бребоя |
| Показник                | Січ.          | Лют.          | Бер.          | Квіт.         | Трав.         | Черв.         | Лип.          | Серп.         | Вер.          | Жовт.         | Лист.         | Груд.         | Рік           |
| Середній максимум, °C   | −1,4          | 0,2           | 5,5           | 11,9          | 17,3          | 20,1          | 21,6          | 21,5          | 17,7          | 12,3          | 5,3           | 0,3           | 11,0          |
| Середня температура, °C | −5,1          | −3,4          | 1,1           | 6,7           | 11,8          | 14,8          | 16,2          | 16,0          | 12,3          | 7,2           | 1,9           | −2,6          | 6,4           |
| Середній мінімум, °C    | −8,8          | −6,9          | −3,2          | 1,6           | 6,4           | 9,5           | 10,9          | 10,5          | 7,0           | 2,2           | −1,4          | −5,5          | 1,9           |
| Норма опадів, мм        | 44            | 40            | 41            | 61            | 91            | 113           | 103           | 86            | 54            | 44            | 48            | 53            | 778           |
| ----------------------- | ------------- | ------------- | ------------- | ------------- | ------------- | ------------- | ------------- | ------------- | ------------- | ------------- | ------------- | ------------- | ------------- |
| Джерело:                |               |               |               |               |               |               |               |               |               |               |               |               |               |

## Населення
Станом на 1989 рік у селі проживали 690 осіб, серед них — 310 чоловіків і 380 жінок.
За даними перепису населення 2001 року у селі проживали 710 осіб. Рідною мовою назвали:
| Мова       | Кількість осіб | Відсоток |
| ---------- | -------------- | -------- |
| українська | 707            | 99,58%   |
| російська  | 2              | 0,28%    |
| угорська   | 1              | 0,14%    |